# Teresa Feoderovna Ries
Teresa Feoderovna Ries (Moscou, 30 de janeiro de 1874 – 1950) foi uma pintora e escultora austríaca nascida na Rússia.